# Arnimové
Arnimové (německy Arnim) jsou německý šlechtický rod původem z Braniborské marky.

## Historie rodu
Rod je poprvé doložen k roku 1204, kdy žil kastelán Alardus de Arnim. Rod nese jméno po vsi Arnim, dnes součásti města Stendal. Rodina se rozdělila do mnoha větví a je dodnes velmi početná. 
Ke známým členům rodu patří spisovatelé Achim von Arnim a Bettina von Arnim, polní maršál v dobách třicetileté války Jan Jiří z Arnimu, nacistický generál Hans-Jürgen von Arnim nebo pruský ministr vnitra Adolf Heinrich von Arnim-Boitzenburg, který v březnu 1848 několik dní vykonával úřad ministerského předsedy.

## Osobnosti rodu
Mezi významné osobnosti rodu patřili např.:
- Jan Jiří z Arnimu (1583–1641), polní maršál během třicetileté války[1]
- Achim von Arnim (1781–1831), romantický básník a prozaik[2]
- Adolf Heinrich von Arnim-Boitzenburg (1803–1868), politik, 1. ministerský předseda Pruska od 19. do 29. března 1848[3]
- Gisela von Arnim (1827–1889), spisovatelka, autorka pohádek[4]
- Adolf von Arnim-Boitzenburg (1832–1887), politik, v letech 1880 až 1881 předseda Říšského sněmu[5]
- Ferdinand von Arnim (1814–1866), architekt a malíř akvarelů[6]
- Hans-Jürgen von Arnim (1889–1962), generálplukovník nacistického Německa[7]